# GEKIBA
GEKIBA（げきば）は、東京都豊島区の西池袋にある小劇場である。

## 概要
2008年6月1日に、立教通り脇のビルの3階に開場する。周辺には立教大学や西池袋公園、最近ではechika池袋も開業し、賑やかな一角にある。
客席数は50席で、後方はひな壇になっており、演劇の他、稽古場、寄席・個展・試写会・展示会・展覧会・イベント・お話し会・トークショー・お笑いライブ・オーディション・ワークショップ・ファッションショーなどのイベント会場として利用されている。
なお近隣には類似名称の劇場、「池袋東口ゲキパ」（2018年12月オープン）もあり注意が必要。ゲキパはGEKIBAの姉妹劇場である。こちらの住所は東京都豊島区南池袋1丁目25-12 プライムスクエア南池袋B1と同じ池袋ながら場所は離れている。

## 住所
〒171-0021 東京都豊島区西池袋3-31-15ロイヤルプラザII-3階

## アクセス
- 東京メトロ副都心線「池袋駅」C3出口より徒歩1分
- 東日本旅客鉄道（JR東日本）各線・東武東上線・西武池袋線・東京メトロ丸ノ内線・東京メトロ有楽町線「池袋駅」西口より徒歩6分